# Tiergarten (Oberkirch)
Tiergarten ist ein Ortsteil der Stadt Oberkirch im Ortenaukreis in Baden-Württemberg. Der Ort liegt zwei Kilometer nördlich vom Kernbereich von Oberkirch.

## Geschichte
Auf dem 285,3 m ü. NN hohen Schlossberg befinden sich Reste der Ringmauer der Ullenburg, einer 1070 ersterwähnten abgegangenen Höhenburg. In der Ullenburg war eine Burgkapelle zum St. Urbanus und Sebastianus, mit welcher eine dem heiligen Urban und Sebastian gewidmete Kaplanei als Schloßpfründe verbunden war. Die Ullenburg-Kapelle wurde bereits in alten Berichten und Urkunden von 1332 erwähnt. Der Gottesdienst wurde von Geistlichen des Klosters Allerheiligen abgehalten. Die Kaplanei war als Schloßpfründe mit der Ullenburg verbunden. Nach den Kirchenvisitationsprotokollen 1692 und 1699 zeichneten sich schon die Bestrebungen der Filialgemeinde Tiergarten nach Selbstständigkeit ab. Doch bis zu deren Verwirklichung gingen noch nahezu 200 Jahre vorüber. 1780 wurde auf dem Allmandplatz in der Dorfmitte – an der Stelle, wo die heutige Dorfkirche steht, am Beginn der Schlossgasse – wurde in Tiergarten eine hölzerne Kapelle als Ersatz für die eingegangene Schlosskapelle errichtet und mit Altar und Gerätschaften ausgestattet. 1803 erfolgte die große politische Umstrukturierung. Der Großherzog von Baden nahm das ehemals straßburgische Land in seinen Besitz. Gleichzeitig löste er die früheren Gerichtsbezirke auf. Damit entstanden nach und nach neue Gemeinden als unterste Staatliche Bezirke, im Falle Tiergartens 1813. Ein eigenes Kirchenbuch wurde ab 1810 von der Pfarrei Tiergarten geführt, davor Kirchenbücher Ulm. 1875 erfolgte die Loslösung von Tiergarten von der Pfarrei Ulm. Am 1. Januar 1974 wurde Tiergarten nach Oberkirch eingemeindet.
1987 war Tiergarten Bundessieger im Wettbewerb Unser Dorf soll schöner werden (siehe Liste der Sieger im Bundeswettbewerb Unser Dorf hat Zukunft).

### Demographie
Einwohnerzahlen nach dem jeweiligen Gebietsstand.
| Jahr | Einwohnerzahl |
| ---- | ------------- |
| 1801 | >200          |
| 1939 | 660           |
| 1961 | 690           |
| 1970 | 788           |